# Arjan Kleton
Arjan Kleton (Amersfoort, 26 maart 1975) is een Nederlandse cabaretier.
Arjan Kleton is een (voormalig) barkeeper die sinds 2015 als cabaretier op het podium vertelt over zijn belevenissen achter de bar. Hij werd meermaals de grappigste barman van Nederland genoemd. Won in 2015 de Juryprijs talent award van het International Comedy Festival Rotterdam en haalde de finales van Utrecht Cabaret Festival (2016) en Leeuwarder Cabaret Festival (2018). Arjan Kleton deed in 2018 mee aan Cameretten, treedt regelmatig op in Comedy Café  en is lid van Knock Out Comedy Crew.
Zijn debuut 'Met de fles grootgebracht' werd in december 2021 op televisie uitgezonden door BNNVARA.
September 2021 opende Kleton samen met comedian/regisseur Bob Maclaren zijn eigen comedyclub aan de Oudegracht in Utrecht, genaamd Comedy Café Utrecht.

## Voorstellingen
- Met de fles grootgebracht (2019-2021)
- Sluitingstijd (2022 - 2024)
- Lomp (2024 - 2025)

## Afbeeldingen

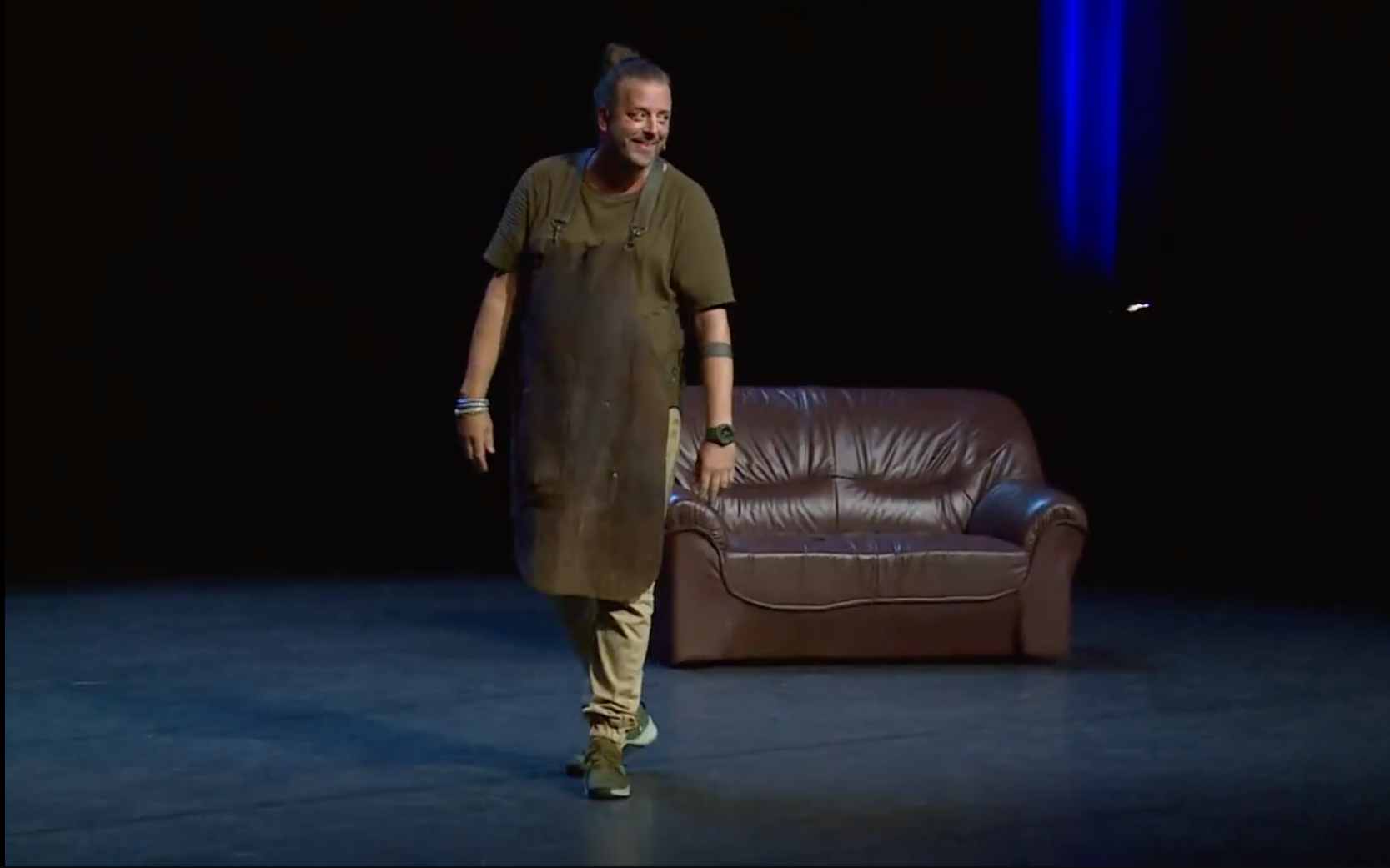
Kleton in Met de fles grootgebracht (2021)